# Неелов, Александр Николаевич
Алекса́ндр Никола́евич Нее́лов (27 августа (8 сентября) 1873 — 2 (15) января 1916) — председатель Лодейнопольской уездной земской управы, член IV Государственной думы от Олонецкой губернии.

## Биография
Православный. Из потомственных дворян Тульской губернии. Сын коллежского секретаря, лодейнопольского мирового судьи Николая Афанасьевича Неелова (р. 1845). Землевладелец Лодейнопольского уезда Олонецкой губернии (462 десятины). Старший брат Николай — отставной офицер, олонецкий депутат в III Думе.
Окончил 2-й московский кадетский корпус (1892) и Алексеевское военное училище по 1-му разряду (1894), откуда выпущен был подпоручиком в 114-й пехотный Новоторжский полк. В 1899 году вышел в запас в чине поручика и поселился в своем имении Лодейнопольского уезда. В том же году был избран председателем Лодейнопольской уездной земской управы, в каковой должности состоял беспрерывно до избрания в Государственную думу. Имел чин коллежского секретаря.
В 1912 году был избран членом Государственной думы от съезда землевладельцев Олонецкой губернии. Входил во фракцию центра. Состоял членом комиссий: по местному самоуправлению, сельскохозяйственной, по рыболовству, о мерах к прекращению ненормального вздорожания предметов первой необходимости. Входил в Прогрессивный блок.
Умер в 1916 году в своем имении в Шеменичах. Был женат, имел четверо детей.